# Psorophora stonei
Psorophora stonei är en tvåvingeart som beskrevs av Vargas 1956. Psorophora stonei ingår i släktet Psorophora och familjen stickmyggor. Inga underarter finns listade i Catalogue of Life.